# Warren Beach
Warren Beach ist ein Sandstrand im Süden des australischen Bundesstaats Western Australia. Er liegt bei dem Ort Callcup.
Der Strand ist 7,2 Kilometer lang und bis zu 110 Meter breit. Er öffnet sich in Richtung Südwesten. Der Strand ist zu Fuß über den Warren Beach Track zu erreichen.
Warren Beach wird nicht von Rettungsschwimmern bewacht. Er wird von SLSA (Surf Life Saving Australia) als sehr gefährlich eingestuft.